# Tipula (Vestiplex) spathacea
Tipula (Vestiplex) spathacea is een tweevleugelige uit de familie langpootmuggen (Tipulidae). De soort komt voor in het Oriëntaals gebied.